# Rode poon
De rode poon (Chelidonichthys lucerna) is een straalvinnige vis uit de familie van de ponen (Triglidae) en de orde van de schorpioenvisachtigen (Scorpaeniformes).

## Anatomie
De volwassen rode poon (ook wel knor- of zeehaan genoemd) is gemiddeld 30 cm lang, maar kan maximaal 75 cm lang en 6 kg zwaar worden. De hoogst geregistreerde leeftijd is 15 jaar. De vis heeft geen zichtbare zijlijn, maar wel een benig koppantser. De vis heeft twee rugvinnen, de eerste met 8-11 stekels, de tweede met 14-18 vinstralen. De aarsvin heeft 14-17 vinstralen. Aan de voorrand van de vleugelvormige borstvinnen bevinden zich drie lange, vrijstaande en beweeglijke stralen, die als pootjes het lichaam steun kunnen bieden. Deze vinstralen zijn gevoelige zintuigen, waarmee het dier zijn leefomgeving aftast. De vis is van boven lichtrood, naar onderen toe meer oranje tot wit.

## Leefwijze
Hun voedsel bestaat uit macrofauna en bodemvisjes. Het dier is in staat om knorrende geluiden te maken, die ontstaan door samentrekkende bewegingen van de spieren rond de zwemblaas. Zo houden de dieren mogelijk onderling contact.

## Verspreiding en leefgebied
Deze soort komt voor in het noordoosten en het oosten van de Atlantische Oceaan en de Middellandse Zee. De rode poon is een zoutwatervis van de Atlantische kusten (estuaria, lagunes en brakke zeeën) van Afrika en West-Europa die leeft op een diepte van 20 tot 300 m onder het wateroppervlak. In het voorjaar trekken zij Het Kanaal binnen naar de zuidelijke Noordzee. Langs de kusten van de Lage Landen zijn ze dan algemeen, maar niet zo algemeen als de grauwe poon.

## Relatie tot de mens
De rode poon is voor de beroepsvisserij van aanzienlijk belang en wordt gevangen met bodemsleepnetten. De vis is ook gewild bij zeehengelaars. De soort kan worden bezichtigd in sommige openbare aquaria.

De soort komt niet voor op de Rode Lijst van de IUCN. Omdat er geen quota bestaan voor de visserij in de Noordzee wordt in de Goede Visgids de rode poon beschouwd als 'koop deze vis liever niet'.

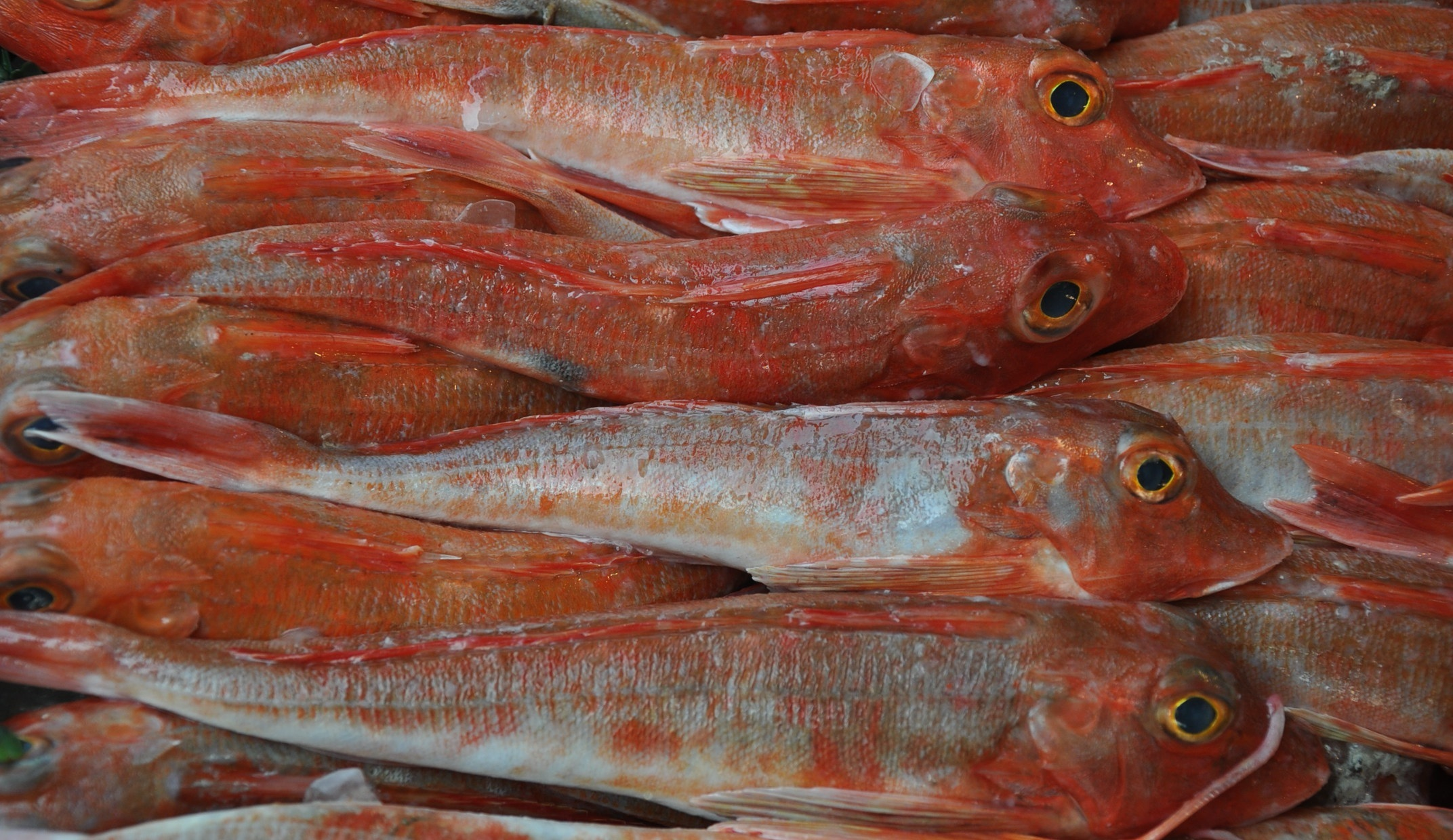
Op een vismarkt
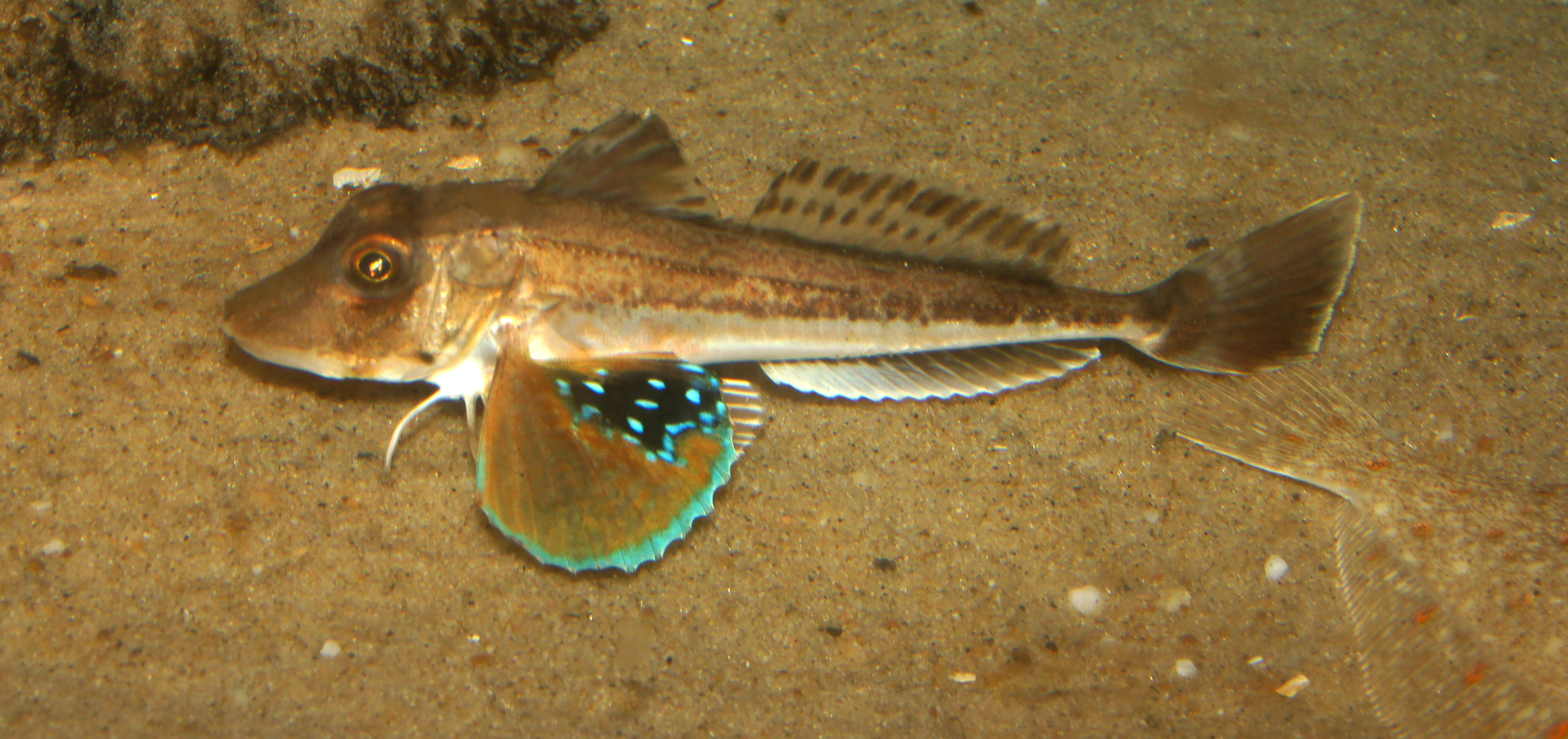
Zwemmend